# Onthophagus naviculifer
Onthophagus naviculifer är en skalbaggsart som beskrevs av Antoine Boucomont 1919. Onthophagus naviculifer ingår i släktet Onthophagus och familjen bladhorningar. Inga underarter finns listade i Catalogue of Life.